# Церква Вінчання

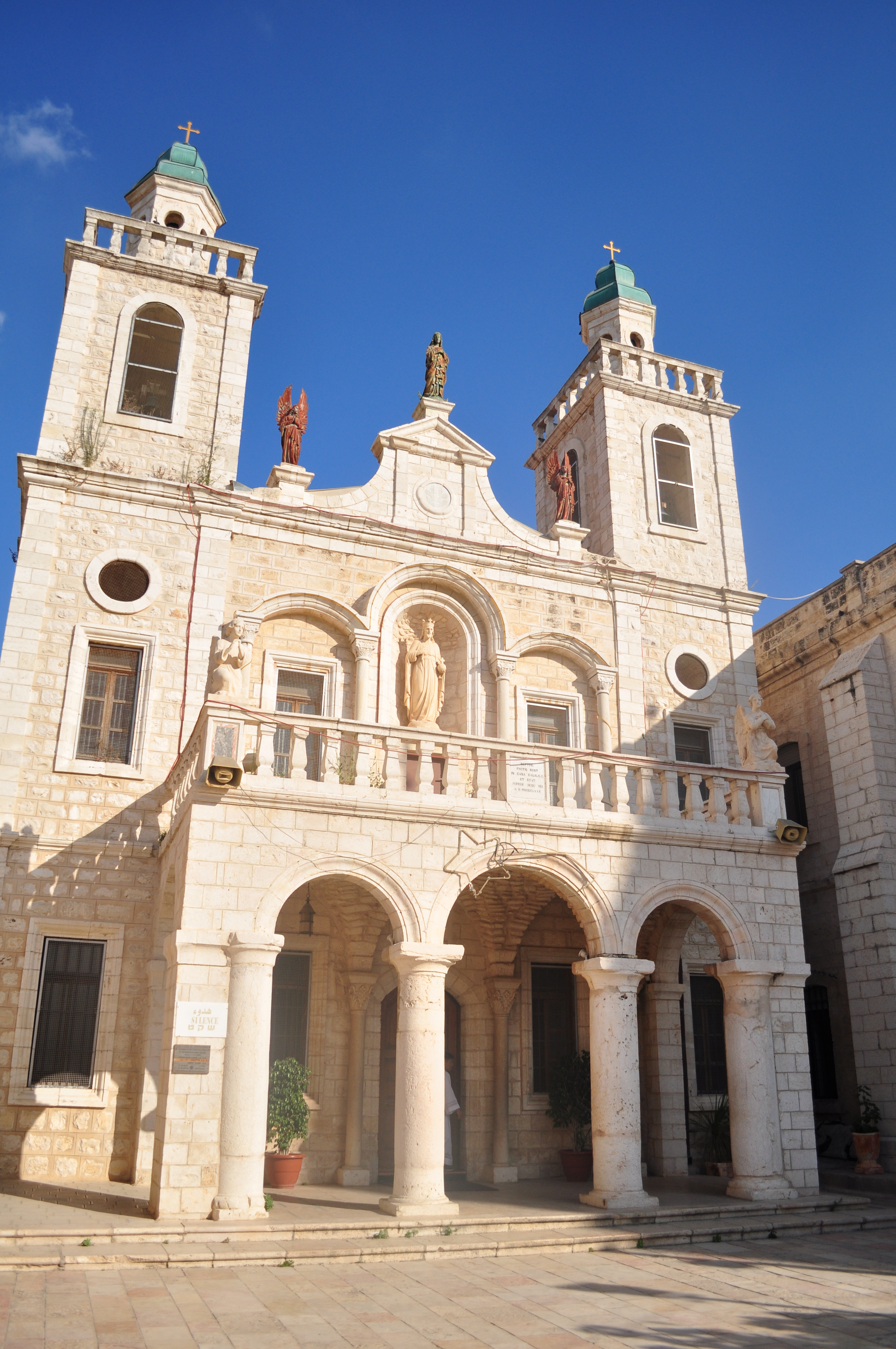
Церква Вінчання

Церква Вінчання — католицька церква розміщена у Кані Галілейській, відомої з біблійного сюжету про Весілля в Кані Галілейській.

## Історія будівлі церкви
Археологічні розкопки показали, що ділянка сьогоднішньої церкви з I до IV століття була приватною житловою резиденцією і виникла, ймовірно, на місці ще старішої будівлі. У четвертому столітті тут була побудована синагога. У підлозі церкви вбудоване скло, через яке можна побачити мозаїку цього періоду. Мозаїка являє собою напис арамейською мовою, що вказує на засновника синагоги. Мозаїка була спочатку в головному залі синагоги. У візантійський період п'ятого століття, територія навколо синагоги була зруйнована. У східній частині території церкви встановлено гробниці візантійського часу і невелику християнську каплицю, останки якої знаходяться в церкві. У часи хрестоносців побудовано тут церкву, проте дата її будівництва і руйнування невдома. Відомо, що близько чотирнадцятого століття в цьому місці була побудована інша церква [2]. У 1551 році Боніфацій да Рагуза знайшов церкву зруйнованою і мусульманські паломники показали місце, де було диво перетворення води у вино.
У 1641 францисканці з Кустодії Святої Землі почали процес придбання землі в Канні. Цей процес був завершений у 1879 році. На честь цієї події створили каплицю, розширену в церкву у 1881 році за планами  настоятеля Еґідія Ґайслера. Плани являли зменешені форми собору Зальцберга, міста звідки походив настоятель. У 1901 році був завершений нинішній фасад, а 30 вересня 1906 єпископ Анджело Ронкаллі освятив вівтар. У другій половині 90-х років двадцятого століття, Кустодія Святої Землі почала комплексну реконструкцію церкви. Проект був завершений в рамках підготовки до Ювілейного 2000 року і був прийнятий для реалізації проекту, згідно з яким будівля повинна була мати два рівня — нижній повинен був показати археологічні знахідки туристам і паломникам, в той час як верхній рівень зарезервований для священнослужіння. У 1997 році проведено ретельне археологічне дослідження, і весь ремонт церкви було завершено в 1999 році.

## Будівля церкви
Церква прикрашена фасадом у неороманському стилі, який відноситься до типу середньовічних будівель Європи. Фасад побудований з білого каменю. Він має два поверхи і поширюється на передню частину балкона першого поверху який підтримує чотири колони. Біля входу церкви дві різні античні колони, які можуть бути з синагоги четвертого століття. На висоті першого поверху є три арки. В центральній встановлена скульптура Ісуса Христа. Фронтон з трьома скульптурами — в середині Діви Марії і на сторонах ангелів. Фасад має дві бічні вежі, чиї купола увінчані хрестами.
Церква має вузьку, витягнуту форму з кам'яними стінами. У східній частині три апсиди у формі трилисної конюшини. Центральна частина покрита великим куполом з вісьмома вікнами. Внутрішня частина купола забарвлена у синій колір, а в його центральній частині намальований голуб, який символізує Святого Духа. Над головним вівтарем картина біблійної сцени весілля в Канні. У бічних абсидах дрібніші вівтарі зі статуями Ісуса і Богоматері Фатімської. У нижній частині церкви є підземна крипта, яка виходить за межі будівлі на північ і південь. На північній стороні знаходяться залишки колишньої апсиди і візантійської гробниці. На південній стороні знаходяться залишки резиденції четвертого століття.

## Біблійний сюжет
У Євангелії від Івана зазначено, що учень Христа Натанаїл був родом із Кани Галілейської. Натанаїл більшістю біблеїстів ототожнюється з апостолом Варфоломієм. І саме по розмові з ним, на третій день прийшов Ісус разом з учнями у Кану Галілейську, де вже була і Мати Його. Саме тут, за Євангелієм від Івана, Господь зробив перше диво свого суспільного служіння — перетворення води на вино. Сталося це під час весільного бенкету, на якому був присутній Ісус разом з Марією.

## Кафр Кана
Кфар Кана (Кафр Кана, Кана Галілейська) — це місце, яке відвідує величезна кількість християн, особливо подружніх пар. Щороку подружжя прибувають сюди для того, щоб пройти особливу церемонію — повторити тут подружню клятву. Церкву, споруджену на місці сотворення Чуда Господнього, християни називають «Храмом весілля Господа» чи «Храмом Вінчання» і вважають, що шлюб, укладений в цьому храмі, найщасливіший і найнадійніший. Недалеко від Храму Вінчання також побудована церква апостола Варфоломія. На півдні селища досі б'є джерело, яке в давнину було єдиним джерелом води в цьому населеному пункті. Християни, особливо паломники, завжди шанували його, тому що вважали, що саме з нього принесли воду в ті кам'яні глеки, в яких сталося знамените диво.

## Галерея

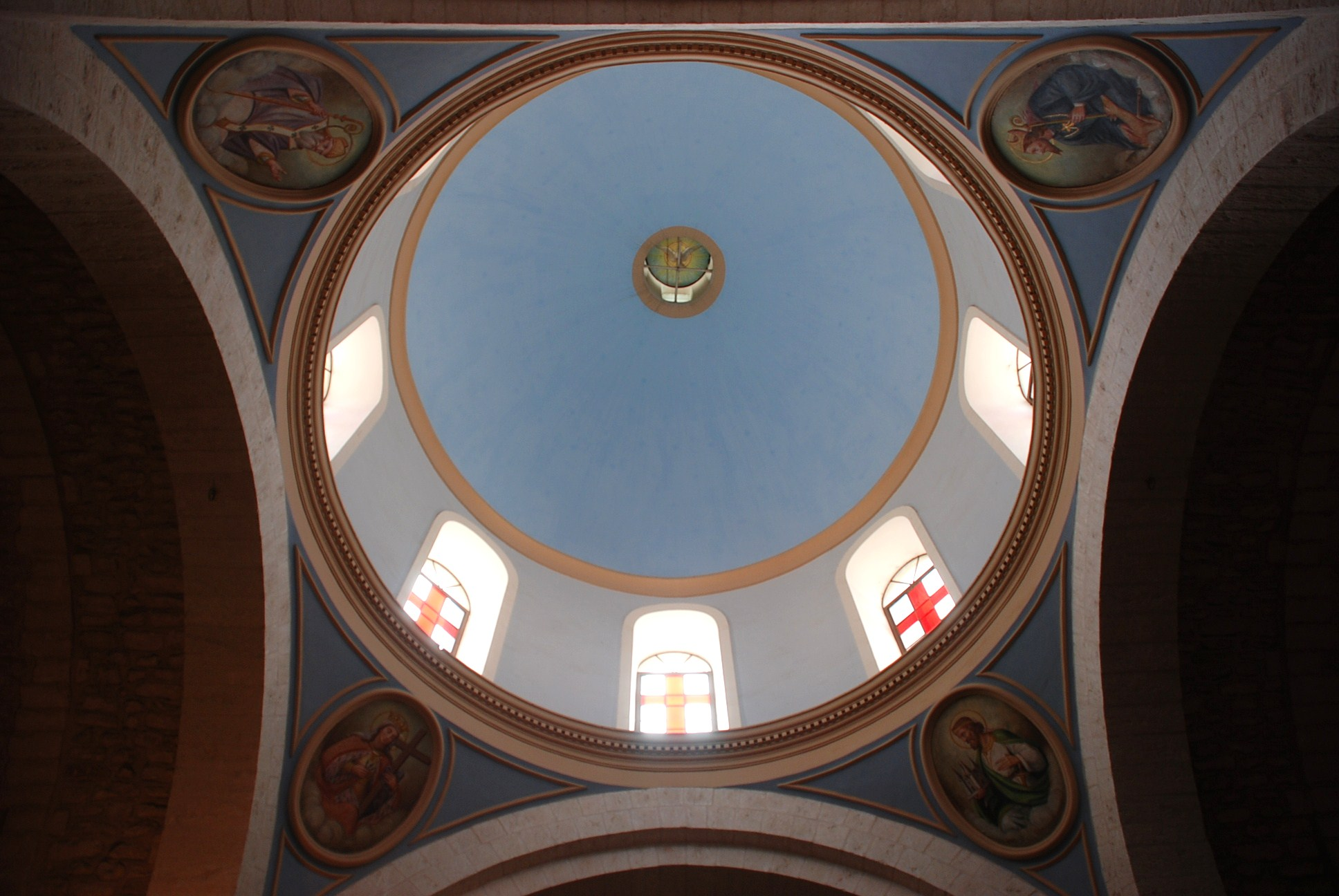
Купол
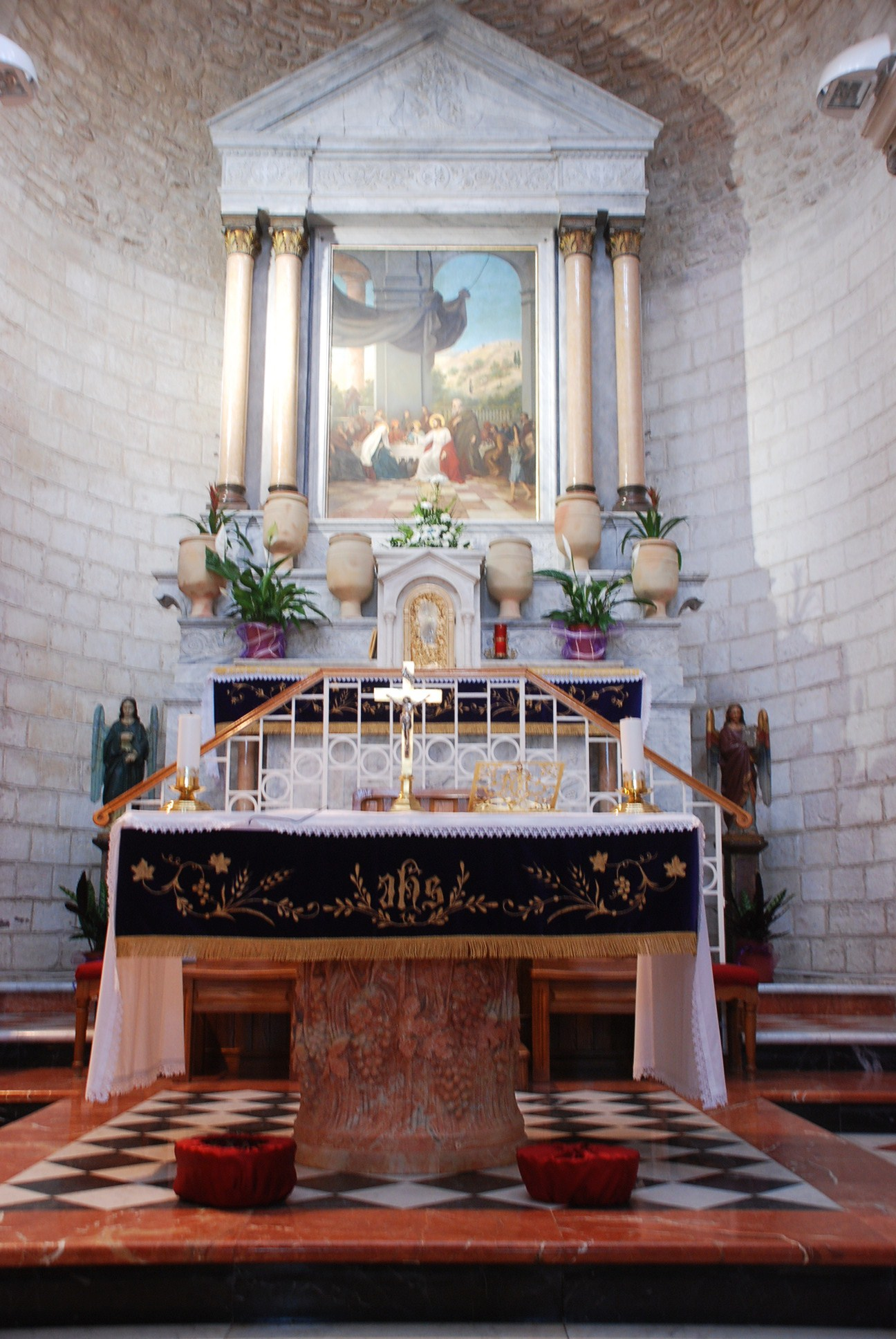
Вівтар
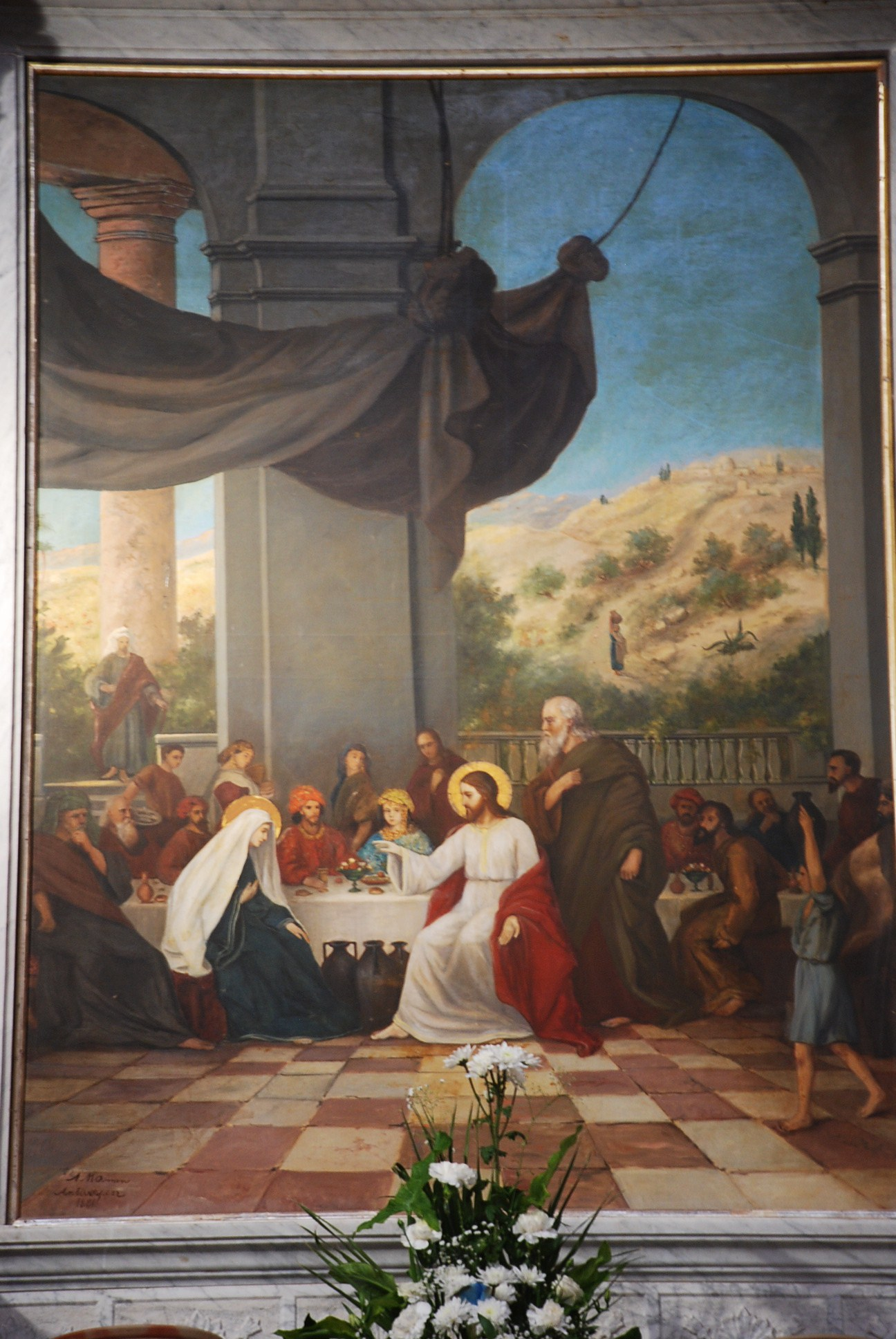
Весілля в Кані Галілейській
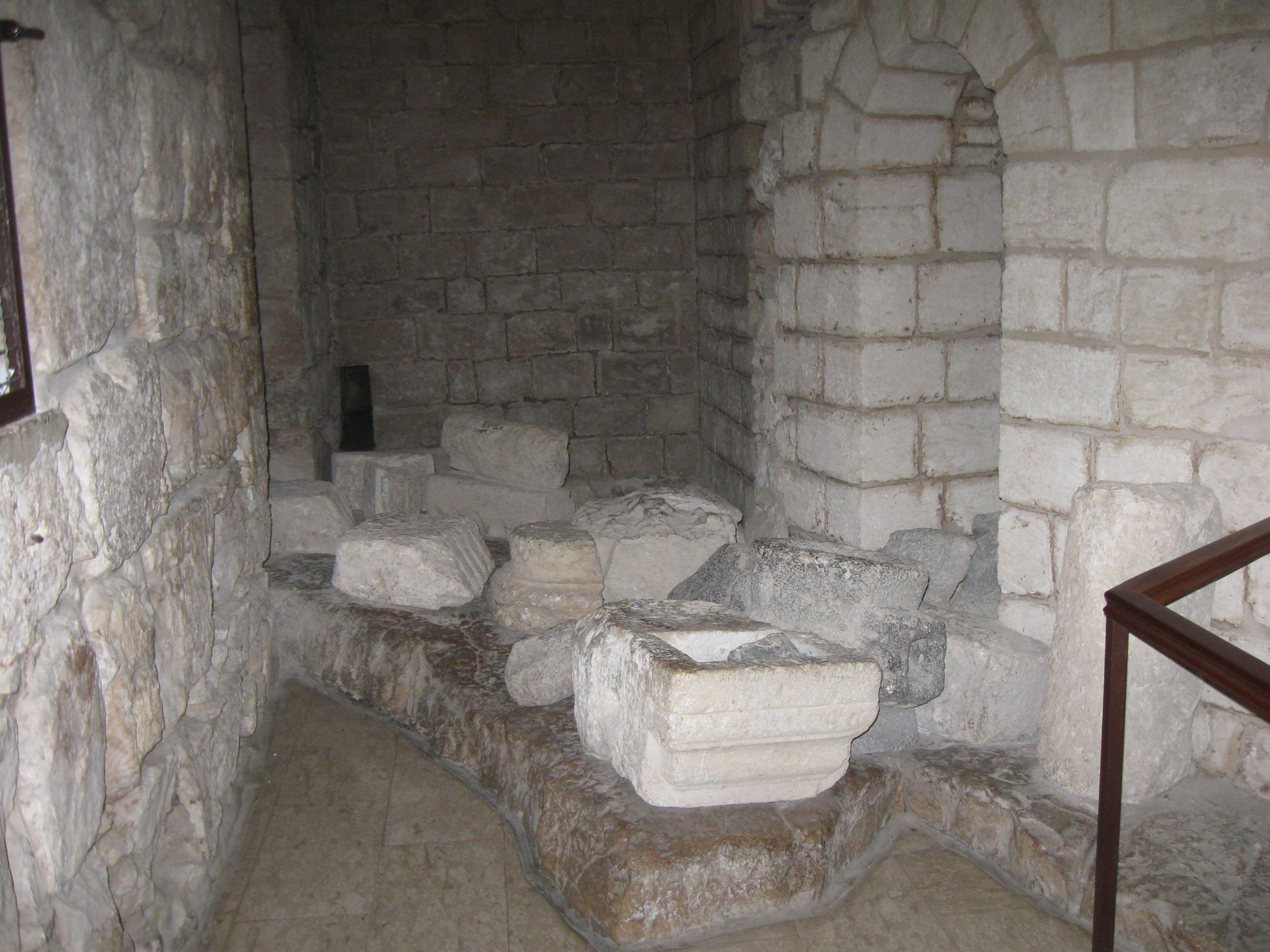
Крипта